# بورونية مولرية
بورونية مولرية (الاسم العلمي:Boronia muelleri) هي نوع من النباتات تتبع جنس البورونية من الفصيلة السذابية.